# Zoanthus coppingeri
Zoanthus coppingeri är en korallart som beskrevs av Alfred Cort Haddon och Shackleton 1891. Zoanthus coppingeri ingår i släktet Zoanthus och familjen Zoanthidae. Inga underarter finns listade i Catalogue of Life.